# Capelle-les-Grands
Capelle-les-Grands ist eine französische Gemeinde mit 426 Einwohnern (Stand: 1. Januar 2022) im Département Eure in der Region Normandie (vor 2016 Haute-Normandie); sie gehört zum Arrondissement Bernay und zum Kanton Breteuil. Die Einwohner werden Capellais genannt.

## Geographie
Capelle-les-Grands liegt etwa 13 Kilometer südwestlich von Bernay. Umgeben wird Capelle-les-Grands von den Nachbargemeinden Saint-Mards-de-Fresne im Norden, Plainville im Nordosten, Saint-Victor-de-Chrétienville im Nordosten und Osten, Grand-Camp im Osten und Südosten, Saint-Aubin-du-Thenney im Südosten und Süden, Saint-Jean-du-Thenney im Süden sowie Saint-Germain-la-Campagne im Westen.
Durch die Gemeinde führt die Autoroute A28.

## Bevölkerungsentwicklung
| Jahr                       | 1962 | 1968 | 1975 | 1982 | 1990 | 1999 | 2006 | 2019 |
| Einwohner                  | 431  | 408  | 370  | 307  | 331  | 359  | 381  | 419  |
| Quellen: Cassini und INSEE |      |      |      |      |      |      |      |      |

## Sehenswürdigkeiten
- Kirche Notre-Dame
- Ruinen der Prioratskirche Saint-Nicolas im Ortsteil Maupas